# Recopa del Magrib de futbol
La Recopa del Magrib de futbol fou una competició futbolística nord-africana que enfrontà els campions de les copes d'Alegria, el Marroc, Tunísia i Líbia (Líbia només a la primera edició). Fou organitzada per la Unió Magrebina de Futbol (UMF, Union Maghrébine de Football).
Aquesta competició pot ser considerada com la competició continuadora de la Copa d'Àfrica del Nord de futbol.
Resum dels principals campionats d'Àfrica del Nord durant la història:
| Anys      | Competició                          | Països participants                                                     |
| --------- | ----------------------------------- | ----------------------------------------------------------------------- |
| 1912-1920 | Campionat d'Àfrica del Nord (USFSA) | Algèria, Marroc i Tunísia                                               |
| 1921-1956 | Campionat d'Àfrica del Nord (ULNA)  | Algèria, Marroc i Tunísia                                               |
| 1930-1956 | Copa d'Àfrica del Nord (ULNA)       | Algèria, Marroc i Tunísia                                               |
| 1970-1975 | Copa del Magrib de futbol           | Algèria, Marroc, Tunísia i Líbia                                        |
| 1970-1976 | Recopa del Magrib de futbol         | Algèria, Marroc, Tunísia i Líbia                                        |
| 2008-2010 | Copa de Campions de la UNAF         | Algèria, Marroc, Tunísia i Líbia (i Egipte a la 1a edició de la Recopa) |
| 2008-2010 | Recopa de la UNAF                   | Algèria, Marroc, Tunísia i Líbia (i Egipte a la 1a edició de la Recopa) |
| 2010      | Supercopa de la UNAF                | Algèria, Marroc, Tunísia i Líbia (i Egipte a la 1a edició de la Recopa) |
| 2015      | Copa de Clubs de la UNAF            | Algèria, Marroc, Tunísia, Líbia i Egipte                                |

## Historial
Font:
| Temporada | Seu        | Campió             | Resultat    | Finalista          |
| --------- | ---------- | ------------------ | ----------- | ------------------ |
| 1969-70   | Casablanca | RS Settat          | 1-0         | USM Alger          |
| 1970-71   | Tunis      | Club Africain      | 2-0         | AS Marsa           |
| 1971-72   | Alger      | MA Alger           | 1-0         | Club Africain      |
| 1972-73   | Casablanca | SCCM de Mohammédia | 1-0         | Club Africain      |
| 1973-74   | Tunis      | MC Alger           | 1-1 (4-2 p) | FUS Rabat          |
| 1974-75   | Casablanca | Etoile du Sahel    | 0-0 (4-3 p) | SCCM de Mohammédia |